# Robyn Carston
Robyn Anne Carston est une linguiste et universitaire néo-zélandaise, spécialiste de la pragmatique, la sémantique et la philosophie du langage. Elle est professeure de linguistique à l'University College de Londres depuis 2005.

## Biographie
Robyn Carston naît en 1950 en Nouvelle-Zélande. Elle fait des études de littérature anglaise à l'université de Canterbury où elle obtient son diplôme en 1975, puis à l'université Victoria de Wellington, où elle obtient un baccalauréat spécialisé en linguistique en 1976. Elle poursuit ses études en Angleterre, à l'University College de Londres (UCL), où elle obtient un master en phonétique et linguistique en 1980. Elle est nommée chargée de cours en 1983 et soutient sa thèse de doctorat, intitulée Pragmatics and the explicit/implicit distinction, en 1994, sous la direction de Deirdre Wilson.

## Carrière académique
Carston enseigne la linguistique à l'University College de Londres depuis 1983,. Elle est rédactrice en chef de la revue Mind & Language depuis 1999,. En janvier 2005, elle est nommée professeure de linguistique. De 2007 à 2017, elle est chercheuse associée à l'université d'Oslo,. Elle est présidente de la European Society for Philosophy and Psychology de 2017 à 2020.
En 2016, elle est élue à la British Academy (FBA),.

## Publications
- Relevance theory: applications and implications, Amsterdam, Benjamins, 1998 (ISBN 978-1556193309)
- Thoughts and utterances: the pragmatics of explicit communication, Oxford, Blackwell, 2002 (ISBN 978-0631214885)